# Ligne rose du métro de Montréal
 (octobre 2024).
Pour les articles homonymes, voir Ligne rose.
La ligne rose est un projet de nouvelle ligne pour le métro de Montréal. La construction de la ligne rose est un « engagement phare,, » du programme électoral de Valérie Plante, cheffe du parti politique municipal Projet Montréal et mairesse de Montréal. En octobre 2017, Projet Montréal estime qu'une première portion de cette ligne pourra être mise en service en 2025,. Des experts en génie civil-transport, affirment que la ligne rose aurait le potentiel de désengorger la ligne orange et la ligne verte, ainsi que de réduire la congestion dans les rues de la ville. Selon la plateforme électorale de Projet Montréal, la ligne rose aurait à terme la capacité de transporter quelque 250 000 personnes par jour.
Le 6 octobre 2021, un mois avant les élections municipales, Valérie Plante annonce abandonner le projet de ligne rose et le remplacer par celui de Réseau express métropolitain, qui mise plutôt sur un métro léger.

## Histoire
La ligne rose est proposée officiellement pour la première fois en septembre 2011 par le conseiller municipal Sylvain Ouellet. Il est cependant possible de retracer des discussions sur des projets très similaires, et ce dès le début des années 2000, sur le forum de transport en commun Metrodemontreal. Les amateurs lui donnent alors les noms de ligne rouge, ligne diagonale et ligne 6. Le projet succède à d'autres projets d'agrandissement du métro de Montréal aujourd'hui abandonnés, notamment celui de la ligne 7 qui prévoit relier l'arrondissement de Montréal-Nord.
Quelques jours après son élection comme mairesse de Montréal, Valérie Plante rencontre le ministre des Affaires municipales, Martin Coiteux, pour discuter de la ligne rose. En conférence de presse, elle affirme alors prévoir documenter plus amplement son projet en concertation avec l'Autorité régionale de transport métropolitain (ARTM), la Communauté métropolitaine de Montréal (CMM) et la Société de transport de Montréal (STM), en vue de demandes de financement aux gouvernements provincial et fédéral. Le mois suivant, la mairesse indique être en train de jeter les bases d'un bureau de projet, composé de membres du personnel de la ville de Montréal et de la STM, qui sera responsable de planifier la construction de la ligne rose.
Le 19 décembre 2017, lors de la première rencontre officielle entre la mairesse de Montréal et le premier ministre du Canada, Justin Trudeau aurait signalé être favorable au projet de la ligne rose. Le 18 janvier 2018, le Premier ministre du Québec, Philippe Couillard, se dit favorable à la logique du projet, afin de désengorger la ligne orange qui devrait être saturée si se concrétise le prolongement de la ligne bleue vers Anjou.
À la fin de janvier 2018, l'idée de construire le terminus de la ligne rose sur le site d'une usine d'eau de Lachine est évoquée par la mairesse de l'arrondissement. En mai 2018, le chef de la Coalition avenir Québec (CAQ) affirme que son gouvernement n'accorderait pas de financement à la ligne rose advenant que son parti obtienne le pouvoir aux élections générales. La mairesse de Montréal annonce, malgré la position de la CAQ, qu'elle continuera de faire avancer le projet de cette ligne.
Le 1er octobre 2018, les caquistes remportent les élections et forment un gouvernement majoritaire. Trois semaines plus tard, la mairesse Plante affirme qu'elle n'attendra pas le gouvernement provincial et annonce la création d'un bureau de projet, auquel est accordé un budget d'un million de dollars, pour effectuer les études nécessaires à l'avancement du dossier de la ligne rose. En 2019, la mairesse invite le ministre des Transports à prendre la ligne orange à l’heure de pointe, pour qu'il constate par lui même les problèmes causés par l'achalandage élevé. Le 21 mai 2019, il répond à l’invitation ; il ressort ensuite du métro en affirmant ne pas percevoir davantage la nécessité de créer une ligne rose, tout en affirmant demeurer ouvert à ce que des études plus approfondies soient effectuées, si les rapports de l'ARTM vont en ce sens. Quelques jours plus tard, le premier ministre du Québec se dit favorable au financement du transport collectif, mais il réitère que la ligne rose n'est pas une priorité de son gouvernement.
Le 26 juin 2019, la Ville de Montréal obtient du gouvernement du Québec le financement de la section de la ligne rose entre le centre-ville et Lachine. Cette section pourrait être desservie par un tramway. Le 8 juin 2021, le gouvernement du Québec accorde un financement de 20 millions de dollars à l'ARTM pour lancer des études sur la réalisation de la portion ouest de la ligne rose.

## Projet
La ligne rose aurait été construite en deux phases. La première relierait Montréal-Nord au centre-ville de Montréal. Entièrement souterraine, elle bénéficierait de l'utilisation d'un grand tunnelier permettant de superposer ses deux voies et les quais de ses stations dans un seul tunnel,,. Par contre, la seconde joindrait le centre-ville et Lachine. Empruntant l'emprise ferroviaire existante du Canadien Pacifique sur la moitié de sa longueur, elle serait économique à mettre en œuvre.

### Coût
Le coût de construction de la ligne rose est estimé à 6 milliards de dollars canadiens par son promoteur, Projet Montréal.

### Liste des stations
Il est prévu que la ligne rose comporte 29 stations, énumérées dans le tableau qui suit.
| Station                  | Arrondissement      | Localisation                                                                                      | Niveau   |
| ------------------------ | ------------------- | ------------------------------------------------------------------------------------------------- | -------- |
| Cégep Marie-Victorin     | Montréal-Nord       | secteur boulevards Léger/Langelier                                                                | sous-sol |
| Maurice-Duplessis        | Montréal-Nord       | secteur du boulevard Rolland                                                                      | sous-sol |
| Place-Bourassa           | Montréal-Nord       | secteur du centre commercial Place Bourassa                                                       | sous-sol |
| Gare-Saint-Léonard-Mtl-N | Saint-Léonard       | secteur de la gare Saint-Léonard-Montréal-Nord                                                    | sous-sol |
| Lavoisier                | Saint-Léonard       | secteur boulevards Viau/Lavoisier                                                                 | sous-sol |
| Métropolitaine           | Saint-Michel        | secteur rue Jarry/boulevards Pie-IX et Provencher                                                 | sous-sol |
| Boulevard                | Saint-Michel        | secteur rue Jean-Talon/boulevard Pie-IX                                                           | sous-sol |
| Cégep de Rosemont        | Rosemont            | secteur Collège de Rosemont                                                                       | sous-sol |
| De Bellechasse           | Rosemont            | secteur boulevards Rosemont/Saint-Michel                                                          | sous-sol |
| Masson                   | Rosemont            | secteur rue commerciale Masson                                                                    | sous-sol |
| Saint-Joseph             | Rosemont            | secteur d'Iberville/Saint-Joseph                                                                  | sous-sol |
| De Lorimier              | Plateau-Mont-Royal  | secteur avenue Mont-Royal/avenues Papineau et de Lorimier                                         | sous-sol |
| Mont-Royal               | Plateau-Mont-Royal  | station Mont-Royal, ligne orange                                                                  | sous-sol |
| Rachel                   | Plateau-Mont-Royal  | secteur boulevard Saint-Laurent/rue Rachel                                                        | sous-sol |
| Stade Percival-Molson    | Plateau-Mont-Royal  | secteur avenues des Pins et du Parc                                                               | sous-sol |
| Place-des-Arts           | Ville-Marie         | station Place des Arts, ligne verte                                                               | sous-sol |
| Complexe-Guy-Favreau     | Ville-Marie         | secteur du Complexe Guy-Favreau et du Palais des congrès                                          | sous-sol |
| Ville-Marie              | Ville-Marie         | Gare centrale de Montréal                                                                         | sous-sol |
| René-Lévesque            | Ville-Marie         | Cité du commerce électronique, boulevard René-Lévesque                                            | sous-sol |
| Du Fort                  | Ville-Marie         | secteur du Centre canadien d'architecture                                                         | surface  |
| Greene                   | Westmount           | secteur avenue Greene                                                                             | surface  |
| Vendôme                  | Notre-Dame-de-Grâce | gare Vendôme                                                                                      | surface  |
| Regent                   | Notre-Dame-de-Grâce | secteur rue Regent                                                                                | surface  |
| Cavendish                | Notre-Dame-de-Grâce | secteur boulevard Cavendish                                                                       | surface  |
| Gare-Montréal-Ouest      | Notre-Dame-de-Grâce | gare Montréal-Ouest                                                                               | surface  |
| Saint-Pierre             | Lachine             | ancienne Ville Saint-Pierre                                                                       | sous-sol |
| George-V-CAD             | Lachine             | secteur rue Victoria/avenue George-V (Proche de la compagnie ferroviaire CAD Railways Industries) | surface  |
| Victoria - Parc LaSalle  | Lachine             | secteur rue Victoria/Parc LaSalle                                                                 | surface  |
| Lachine                  | Lachine             | secteur rue Victoria/32e avenue                                                                   | surface  |

### Matériel roulant
Contrairement aux autres lignes du métro de Montréal, où circule un matériel roulant sur pneumatiques, la ligne rose emploierait un matériel « classique » à roues en acier, moins sensible aux intempéries, car une partie de son tracé serait en surface. Ce matériel pourrait être similaire à celui du réseau express métropolitain dans le but de réaliser des économies d’échelle.

### Note
1. ↑  Cette technique a été utilisée pour la construction de la ligne 9 du métro de Barcelone avec des tunneliers de 12 mètres de diamètre.